# Cannaei csata

Hadrend a cannaei csata kezdetén

A csata hadmozdulatai

A cannaei csata, a második pun háború kiemelkedő eseménye a karthágói hadvezér Hannibál legjelentősebb győzelme volt a Római Köztársaság haderői ellen, i. e. 216. augusztus 2-án. A csatát, amelyben Hannibál a sajátjánál jóval nagyobb hadsereget semmisített meg, a hadtörténelem klasszikus taktikai példái közt tartják számon. A háborút végül mégis Róma nyerte.

## Előzmények
A rómaiak, miután újraszervezték magukat a trebiai és a Trasimenus-tavi csatákban i. e. 218-ban, illetve 217-ben Hannibáltól elszenvedett vereségek után, úgy határoztak, hogy Cannaenál (valamikori település a mai Délkelet-Olaszország Apulia tartományában) állják Hannibál útját. A legidősebb Lucius Aemilius Paullus és Gaius Terentius Varro consuloknak mintegy 87 000 fős, rómaiakból és szövetségesekből álló seregük volt, amely mintegy 54 000 főt számláló ellenséggel szemben foglalt el állásokat az Aufidus (a mai Ofanto) folyónál.

## Stratégia
Hannibál harcérték szempontjából nem a rómaiak tükörképeként állította fel seregét. Mivel Itáliába megérkezve eredeti afrikai és ibériai harcosaiból már csak kevesen éltek, ezért a hadseregét a Róma ellen fellázadt, illetve a római seregből átállt gallokkal töltötte fel. Ezek gyakran a rómaiaktól zsákmányolt felszerelést használták és mivel szokatlan volt nekik a pun harcmodor, ezért Hannibál római harcmodor szerint képezte őket tovább.
A rómaiak a szokásosnál is mélyebb hadrendben középre állították a seregük fő erejét képviselő nehézgyalogságot, a széleken a lovassággal (hogy középen áttörhessenek), Hannibál a legkevésbé megbízható seregtestét, a gyalogságot helyezte középre, a szárnyakon a kipróbált pun lovasokkal. A csatában mégis olyan kettős lépcsőformációban támadott a pun sereg, amelyben a közép volt legelöl.

## A csata
A csata során a közép visszavonult a számbeli fölényben is lévő rómaiak előtt, ezzel azonban a légiók saját maguk nyomultak be a bekerítésbe, hiszen a szárnyakon álló pun lovasság átkarolta őket. A bekerített római tömeget a punok felmorzsolták. Hatvan-hetvenezer rómait öltek meg vagy fogtak el, elesett Paulus consul és nyolcvan római szenátor is. Az elesettek számát Polübiosz és Titus Livius mintegy 50 ezerre tette és az egy nap alatt életüket vesztett katonák száma alapján a cannaei csata a történelem egyik legvéresebb ütközete volt.

## A csata következményei
A csatát követően a rómaiak hosszú ideig nem kezdeményeztek nyílt ütközetet. Mivel Hannibál nem ostromolta meg Rómát, nem arathatott teljes győzelmet. A rómaiak így kaptak időt seregeik újraszervezésere, amellyel később győzelmet arattak. A háború ezután még 14 évig eldöntetlen maradt.